# Silvio Giobellina
Silvio Giobellina   (Leysin, 28 de febrer de 1954) és un pilot de bob suís, ja retirat, que va competir durant la dècada de 1980.
El 1984 va prendre part en els Jocs Olímpics d'Hivern de Sarajevo, on guanyà la medalla de bronze en la prova de bobs a quatre del programa de bob. Formà equip amb Heinz Stettler, Urs Salzmann i Rico Freiermuth.
En el seu palmarès també destaca una medalla d'or i una de bronze al Campionat del món de bob, així com dos ors i dos bronzes al Campionat d'Europa de bob i cinc campionats nacionals en bobs a quatre.